# Budków (Opoczno)
Pour les articles homonymes, voir Budków.
Budków (prononciation [ˈbutkuf]) est un village de la gmina de Żarnów, du powiat d'Opoczno, dans la voïvodie de Łódź, situé dans le centre de la Pologne.
Il se situe à environ 5 kilomètres au nord de Żarnów (siège de la gmina), 15 kilomètres au sud-ouest d'Opoczno (siège du powiat) et 73 kilomètres au sud-est de Łódź (capitale de la voïvodie).
Sa population s'élevait à 163 habitants en 2012.

## Histoire

### Histoire administrative
Ce petit village appartenait précédemment à la voïvodie de Piotrokó. Le régime polonais ayant été auparavant un régime communiste de 1952 à 1989, la remise en place de la démocratie dite "occidentale", nécessita une réforme administrative en 1990. Ainsi, la loi de réforme sur l'administration Polonaise s'inspira du découpage régional Français, en se détachant du modèle Fédéral Allemand ou encore du modèle divisé de l'Espagne. C'est donc en 1998 que cette réforme entra en vigueur, et cette commune changea ainsi de région pour rejoindre la voïvodie de Łódź en 1999.

## Administration
De 1975 à 1998, le village était attaché administrativement à l'ancienne voïvodie de Piotrków.

Depuis 1999, il fait partie de la nouvelle voïvodie de Łódź comme détaillé plus haut.